# NGC 5345
NGC 5345 је спирална галаксија у сазвежђу Девица која се налази на NGC листи објеката дубоког неба.
Деклинација објекта је - 1° 26' 9" а ректасцензија 13h 54m 14,1s. Привидна величина (магнитуда) објекта NGC 5345 износи 12,5 а фотографска магнитуда 13,4. NGC 5345 је још познат и под ознакама UGC 8820, MCG 0-35-26, CGCG 17-94, NPM1G -01.0393, IRAS 13516-0111, PGC 49415.